# Тини: Новая жизнь Виолетты
«Тини: новая жизнь Виолетты» (исп. Tini: El gran cambio de Violetta) — фильм 2016 года, снятый по мотивам альтернативной вселенной аргентинского телесериала «Виолетта» от Disney Channel.
Премьера фильма состоялась 6 мая 2016 года в Испании, 12 мая в Италии и 2 июня в Аргентине.

## Сюжет
Действие происходит спустя некоторое время после событий третьего сезона. 
Виолетта возвращается из последнего международного тура и получает шокирующие новости. Она оказывается на распутье и начинает подвергать сомнению всё, что она когда-либо знала. Пытаясь найти свой внутренний голос и следовать собственным путём, она принимает неожиданное приглашение отправиться в путешествие в другую страну мира в поисках ответов.
В вечное лето в прекрасном прибрежном итальянском городе, полном творчества, Виолетта отправляется в приключение личного самопознания, которое вызывает художественное, музыкальное и личное пробуждение.
В то время как её прошлое, настоящее и будущее сталкиваются, Виолетта обнаруживает свою истинную сущность и становится Тини, девушкой и художницей, которой ей суждено было стать.

## Персонажи
- Мартина Штоссель — Виолетта Кастильо / Тини
- Диего Рамос — Герман Кастильо
- Хорхе Бланко — Леон Варгаса
- Мерседес Ламбре — Людмила Ферро
- Мария Клара Алонсо — Анджи Кастильо (Каррара)
- София Карсон — Мелани Санчес
- Анжела Молина — Изабелла Хуарес
- Адриан Сальзедо — Кайо Санчес
- Риддер ван Хутен — Рауль Хименес
- Леонардо Чекки — Саул Пауло
- Жеоржина Аморос — Элойса Мартинес
- Паскуале Ди Нуццо — Стефано Марио
- Франциско Викиана — Роко Бенджамин
- Беатрис Арнера — Миранда Моррис

## Музыка
29 апреля 2016 года песни из фильма вошли в релиз альбома TINI (Martina Stoessel), который стал дебютным сольным альбомом аргентинской певицы Тини.

## Награды
| Год  | Мероприятие                     | Категория               | Результат |
| ---- | ------------------------------- | ----------------------- | --------- |
| 2016 | 73-й Венецианский кинофестиваль | Тема социальных трендов | Победа    |